# Сэдлер, Майк
Майор Майк Сэдлер, MC, MM (22 февраля 1920 — 4 января 2024) — офицер британской армии. Он был последним из живущих членом Специальной воздушной службы и последним выжившим из Группы дальнего действия в пустыне (LRDG). Умер 4 января 2024 года в возрасте 103 лет. В его честь назван проход Сэдлера на острове Стонингтон в Антарктиде.